# Saint-Pardoux-d'Ans
Pour les articles homonymes, voir Saint-Pardoux.
Saint-Pardoux-d'Ans est une ancienne commune française du département de la Dordogne, qui a existé jusqu'en 1824. 

## Géographie
Arrosée par l'Auvézère en Périgord central, dans le quart nord-est du département de la Dordogne, Saint-Pardoux-d'Ans forme la partie sud de la commune de Saint-Pantaly-d'Ans.

## Histoire
La commune de Saint-Pardoux-d'Ans est créée en 1790 avec la plupart des autres communes françaises. Elle est d'abord rattachée au canton de Cubjac dépendant du district d'Excideuil jusqu'en 1795, date de suppression des districts. Lorsque ce canton est supprimé par la loi du 8 pluviôse an IX (28 janvier 1801) portant sur la « réduction du nombre de justices de paix », la commune est rattachée au canton de Hautefort dépendant de l'arrondissement de Périgueux.
En 1824, elle fusionne avec Sainte-Eulalie-d'Ans. En 1875, son territoire est soustrait de Sainte-Eulalie-d'Ans et rattaché à Saint-Pantaly-d'Ans.

## Démographie
| 1793 | 1800 | 1806 | 1821 |
| ---- | ---- | ---- | ---- |
| 190  | 190  | 177  | 174  |